# هربرت بلیک
هربرت بلیک (انگلیسی: Herbert Blake؛ ۲۶ اوت ۱۸۹۴ – ۱۹۵۸ (۶۳−۶۴ سال)) بازیکن فوتبال اهل بریتانیا بود.
از باشگاه‌هایی که در آن بازی کرده‌است می‌توان به باشگاه فوتبال بریستول سیتی، باشگاه فوتبال تاتنهام هاتسپر، و باشگاه فوتبال کترینگ تاون اشاره کرد.